# Oṣogbo
Oṣogbo ili Oshogbo je glavni grad istoimene nigerijske općine i savezne države Ọṣun. Nalazi se na jugozapadu Nigerije, 80-ak km sjeveroistočno od Ibadana, oko 350 km jugozapadno od Abuje, te 150 km od mora, odnosno Gvinejskog zaljeva. Leži na pruzi Lagos - Kano. 
Prema popisu iz 1991., Oṣogbo je imao 250.951, a prema procjeni iz 2010. 678.265 stanovnika, većinom pripadnika etničke skupine Joruba, no 2006. godine je zabilježen osjetan pad broja stanovnika, 156.694. 
Grad je najpoznatiji po Hramu riječne božice Ọṣun ("sveti gaj Osun Osogbo") koji je od 2005. upisan na UNESCO-ov popis mjesta svjetske baštine u Africi.

## Povijest
Prema predaji, Osogbo su početkom 18. stoljeća osnovali Joruba lovci iz obližnjeg sela koje je mučila glad. Jedan od tih lovaca, Larooye, postao je prvi Ataoja (tradicionalni plemenski naslov za vladara). Prema Joruba tradiciji, mnogi ljudi su bježali zbog napredovanja Fulanija i naselili su se u Osogbou nakon pada stare Yoruba prijestolnice Oyo. Broj stanovnika Osogboa se uglavnom povećavao zbog migracije stanovnika iz drugih Yoruba gradova.
Kako bi se grad mogao širiti izvan početnog luga u kojemu je bio smješten, Larooye i njegovi ljudi napustili su svoje naselje, uključujući i već procvalo trgovište i preselili se u Oda-Osogbo. U Oda-Osogbou Larooye je izgradio svoju novu palaču, današnji Idi-Osun, dok je vladar Timehin izgradio Ogunsko svetište, danas poznato kao Idi-Ogun. Od tada je Osogbo ostao važno gospodarsko središte cijelog područja rijeke Osun, a njegovi Ataoja kraljevi (također nazivani i oba, tj. "kralj") vladaju do današnjih dana.

## Znamenitosti
Hram riječne božice plodnosti Ọṣun ("sveti gaj Osun Osogbo") pokriva 75 ha prstena ograđenog šumom uz rijeku Osun na periferiji grada Osogbo. Osun je Joruba personifikacija "voda života" i duhovna majka mjesta Osogbo. Također simbolizira pakt između Larooye, osnivača Osogboa, i božice Osun koja je zadužena za prosperitet i zaštitu ljudi koji su joj izgradili svetište joj i koji poštuju duha šume. 
Ovo svetište je najveće i možda jedini preostali primjer jednom raširene pojave svakog Joruba naselja. Ono predstavlja svete šumarke Joruba i materijalni izraz Joruba štovanja i kozmološkog sustava. Anualni festival je živ i uspješan, te se razvija kao odgovor na Joruba vjerovanja u povezanost ljudi, njihovih vladara i božice Osun. Ritualni putovi gaja i vijugave svete rijeke Osun vode štovatelje do 40 svetišta, skulptura i umjetničkih djela posvećena Osun i drugim Joruba božanstavima, te do devet posebnih kapela uz rijeku.  
Hram je mjesto godišnjeg festivala Osun-Osogbo na rijeci Osun koje posjeti veli broj pripadnika plemena Joruba
Za razliku od drugih gradova u kojima Joruba svetišta odumiru, ili su nestala, hram Osogbo je tijekom posljednjih 40 godina ponovno uspostavljeno kao svakodnevno živo središte grada. Hram Osogbo se sada prepoznaje kao simbol identiteta za sve pripadnike naroda Joruba, uključujući i one afričke dijaspore, od kojih mnogi hodočaste na godišnji festival.

## Gospodarstvo
Stanovništvo se uglavnom bavi poljoprivredom (jam, manioka, žito, duhan i pamuk), te trgovinom i bojanjem tkanina.

## Šport
U gradu djeluje nogometni klub Osobo koji igra u Drugoj nigerijskog ligi, a svoje utakmice igra na gradskom stadionu kapaciteta 10.000 mjesta.

## Vanjske poveznice
- Osun Osogbo, la forêt et l'art sacrés des Yorubas  Arhivirana inačica izvorne stranice od 23. srpnja 2011. (Wayback Machine) (fr.)
- La Dame d’Osogbo  Arhivirana inačica izvorne stranice od 22. studenoga 2012. (Wayback Machine) video (2.55 min) o filmu Pierrea Guicheneya iz 2007. god. (77. min.) (fr.)

### Ostali projekti
|  | Zajednički poslužitelj ima još gradiva o temi Osun-Osogbo |